# Jun Jae-youn
Jun Jae-youn (ur. 9 lutego 1983) – południowokoreańska badmintonistka.